# Disorder (El protector)
Disorder (El protector), (en francés Maryland y en inglés Disorder), es una película de acción de 2015 con producción franco-belga y dirigida por Alice Winocour. La cinta está protagonizada por Matthias Schoenaerts, un antiguo soldado con síndrome PTSD que protege a Jessie (Diane Kruger), esposa de un rico empresario. La película compitió en la sección Un certain regard del Festival de Cannes de 2015.

## Sinopsis
Vincent (Matthias Schoenaerts) es un antiguo soldado que padece el síndrome del trastorno por estrés postraumático (en inglés, PTSD) tras regresar de la guerra de Afganistán. Está contratado para proteger a la mujer de un rico empresario libanés a las afueras de una ciudad lujosa, Maryland, enclavada en la Riviera francesa, en la Costa Azul.

## Reparto
- Matthias Schoenaerts: Vincent
- Diane Kruger: Jessie
- Paul Hamy: Denis
- Zaïd Errougui-Demonsant: Ali
- Percy Kemp: Imad Whalid
- Mickaël Daubert: Kévin
- Franck Torrecillas: Franck
- Jean-Louis Coulloc'h: doctor

## Producción
El 1 de octubre de 2014, Deadline Hollywood informó que Matthias Schoenaerts y Diane Kruger protagonizarían la película dirigida por Alice Winocour. El rodaje empezó en la Riviera francesa el 15 de octubre de 2014. La mayor parte de la película está grabada en el Domaine la Dilecta en el cabo de Antibes. Las escenas de playa fueron rodadas en la playa de Saint-Jean-Cap-Ferrat. La escena de persecución automovilística se rodó en Col d'Èze el 14 de noviembre de 2014. La producción se terminó el 11 de diciembre de 2014.

## Estreno
Disorder se presentó en el Festival de Cannes de 2015 en la sección Un certain regard el 16 de mayo de 2015, y fue estrenada en Francia y en Bélgica el 30 de septiembre de 2015. La productora Sundance compró los derechos de la película tres días después de su presentación en Cannes. La película inauguró la gala inicial del Festival Internacional de Cine de Toronto de 2015. La cinta recibió palabras positivas de la crítica, especialmente para Matthias Schoenaerts. En Rotten Tomatoes, la película tiene un índice de 74%, sobre 72 revisiones, con un índice medio de 6.5/10. En Metacritic, la película tiene una puntuación de 66 fuera de 100, basó encima 22 críticos, indicando "generalmente revisiones favorables".

## Premios y nominaciones
| Festival de cine             | Categoría                         | Candidatos     | Resultado |
| ---------------------------- | --------------------------------- | -------------- | --------- |
| Festival de Cine de Cannes   | Un certain regard                 | Alice Winocour |           |
| American Film Institute Fest | Mención especial por la Dirección | Alice Winocour | Sí        |
| Premios Lumières             | Mejor Música                      | Gesaffelstein  |           |

## Banda sonora
Mike Lévy, más conocido como Gesaffelstein, se encargó de la banda sonora de la película, que fue puesta a la venta el 24 de septiembre de 2015 con al menos 1 000 copias.

## Nueva versión
El 15 de septiembre de 2016, Deadline informó que Taylor Sheridan había sido puesto por Sony Pictures y Escape Artists al frente de la nueva versión estadounidense de Disorder. Todd Black, Jason Blumenthal, Steve Tisch y Tony Shaw, de Escape Artists, producirían la película y David Beaubaire la supervisaría para el estudio. El director elegido fue James Mangold.